# Encarsia udaipuriensis
Encarsia udaipuriensis är en stekelart som först beskrevs av Shafee 1973.  Encarsia udaipuriensis ingår i släktet Encarsia och familjen växtlussteklar. Inga underarter finns listade i Catalogue of Life.